# Marguerite Sylva
Marguerite Sylva (também creditada como Marguerita Sylva) (Bruxelas, 10 de julho de 1875 – Glendale, California, 21 de fevereiro de 1957) foi uma mezzo-soprano belga que fez sucesso não apenas na ópera mas também em operetas e musicais, além de ter atuado no cinema. Ficou particularmente famosa por suas interpretações no papel título de Carmen, de Bizet, papel que viveu mais de 300 vezes ao longo da carreira. Foi uma pioneira na gravação de discos pela Edison Records, onde realizou inúmeras gravações entre 1910 e 1912.

## Biografia
Marguerite Sylva nasceu Marguerite Alice Hélène Smith, filha de Mathilde (Schearer) Smith e do Dr. Christian Charles Louis Smith, um belga de família inglesa que era o consultor médico do rei  Leopoldo II. Marguerite e sua irmã Edith estudaram música no Belgian Royal Conservatory. Marguerite primeiro estudou piano, mas depois teve aulas particulares de canto. Edith foi uma violinista de algum renome, usando o nome de Nadia Sylva.
Em 1896 foram para Londres, onde Edith tocou violino para W. S. Gilbert, com Marguerite a acompanhando ao piano. De acordo com a própria Sylva, após a apresentação da irmã Gilbert teria dito "você não faz nada?", no que ela teria respondido "canto um pouco". Então Marguerite cantou um trecho da aria Habanera, de Carmen. Ele lhe ofereceu uma participação em sua próxima produção,  Mas ela respondeu que queria tentar uma grande opera primeiro.  Após uma audição com Augustus Harris, ela passou a cantar para o Drury Lane Theatre, fazendo sua estréia em Carmen. Entretanto, com a morte de Harris em junho de 1896, sua aspiração à ópera terminou. Ela foi para os Estados Unidos com a companhia teatral Herbert Beerbohm Tree para encenar uma produção de Gilbert Parker, The Seats of the Mighty, no Knickerbocker Theatre. Entre os atores da companhia estava Gerald Du Maurier, com quem ela viria a noivar. O jovem casal planejava seguir juntos uma carreira no teatro musical estadunidense, mas o noivado foi desfeito. De acordo com Beerbohm Tree, a mãe de Sylva se opôs ao casamento.
Du Maurier voltou para os palcos de Londres, enquanto Sylva permaneceu nos Estados Unidos, onde construiu uma carreira de crescente sucesso no teatro, com comédias musicais, operetas e vaudeville. Se apresentou na première mundial de The Fortune Teller, de Victor Herbert e visitou diversas cidades americanas interpretando os papéis principais de The Princess Chic, Miss Bob White, e The Strollers. Por fim fundou a Sylva Opera Company para produzir óperas cômicas e operetas sob a direção de Samuel F. Nixon e J. Fred Zimmerman. Em 1902 se casou com o diretor teatral William David Mann. O casal se mudou para a França em 1904, quando Sylva se fascinou mais uma vez com a ópera. Lá encontrou uma professora, Madame Delattre, e em pouco tempo engajou-se na ópera cômica. Em 14 de setembro de 1906 estreou no papel título de Carmen com críticas muito boas. Pelos três anos seguintes cantou com grande sucesso pela França e Alemanha. In 1909, Oscar Hammerstein convidou-a para retornar a América e cantar em sua companhia. Em 1 de setembro de 1909 Marguerite Sylva estreou Carmen no Manhattan Opera House.
Nos anos seguintes cantou com a companhia de Hammerstein (até uma disputa contratual encerrar seu relacionamento profissional), com a Boston Opera Company e a San Carlo Opera Company, todas nos Estados Unidos. Ela também cantou na Europa, incluindo uma aclamada performance de Carmen na Berlin Royal Opera em 1912, com Enrico Caruso interpretando Don José. Ao mesmo tempo continuava a aparecer na Broadway em produções como Gypsy Love and The Skylark. Por um bom tempo obteve um status de celebridade geralmente reservada aos artistas de cinema, chegando a ter sua própria linha de cosméticos. 
Sylva e seu marido, William Mann, se distanciaram durante os anos vividos na França e acabaram por se divorciar em 1912.  Em 1 de dezembro de 1915, casou-se com Bernard L. Smith, que trabalha como adido militar na embaixada americana em Paris. Tiveram duas filhas, Daphnee and Marita, ambas com carreiras menores como atrizes. O casamento acabou em divórcio em 1929.  Nos anos seguintes, Sylva viveu em North Hollywood onde atuou em diversos pequenos papeis em filmes e dava aulas de canto. Um ano antes de sua morte, foi objeto do programa de tv do canal NBC This Is Your Life. Dentre aquelas que prestaram tributo a Sylva estava a mezzo-soprano Mariska Aldrich, que havia cantado com ela na companhia de ópera de Hammerstein, e cuja carreira foi um tanto semelhante a de Sylva. Em 20 de fevereiro de 1957 Marguerite Sylva dirigia seu carro quando caiu fora da estrada e se dirigiu com dificuldade até uma casa. Ela ficou gravemente ferida no acidente, morrendo no dia seguinte, aos 81 anos, no Behrens Memorial Hospital in Glendale, California.

## Papéis em óperas
Embora o tipo de voz de Marguerite Sylva fosse basicamente mezzo-soprano, ela também conseguia realizar muito bem papéis de soprano. (Seus papéis em operetas e óperas cômicas também se incluem nesta lista.)
- Carmen (Carmen)
- Cavalleria rusticana (Santuzza)
- Erminie (Erminie)
- Faust (Marguerite)
- Gypsy Love (Zorika)
- La bohème (Musetta (?))
- La favorite (Léonore)
- Le Chemineau (Catherine)
- Le Point d'Argentan (Rose-Marie)
- Les contes d'Hoffmann (Giulietta)
- Manon (Manon)
- Mignon (Mignon)
- Mireille (Taven)
- Pagliacci (Nedda)
- The Fortune Teller (Mlle. Pompom)
- The Princess Chic (Princess Chic of Normandy)
- Tosca (Tosca)
- Werther (Charlotte)

## Na Broadway
Marguerite Sylva estreou nos palcos americanos em The Seats of the Mighty (1896). Entretanto, suas primeiras aparições na Broadway se deram principalmente em comédias musicais, óperas cômicas e operetas. Sylva visitou grande parte dos Estados Unidos com este repertório. Esta lista está restrita somente a suas performances conhecidas na Broadway: 
- Mlle. Pompom em The Fortune Teller, uma opereta de Victor Herbert (26 de setembro - 29 de outubro de 1898)
- Lady Janet Belford em Mam'selle 'Awkins, comédia musical de Herman Perlêt e Alfred E. Aarons (26 de fevereiro - 31 de março de 1900)
- Erminie em Erminie, ópera cômica de Edward Jakobowski (19 de outubro - 28 de Novembro de 1903)
- Zorika em Gypsy Love, versão de Zigeunerliebe, uma opereta de Franz Lehár,  (17 de outubro - 11 de novembro de 1911)
- Elsie em The Skylark, comédia de Thomas P. Robinson (25 de julho - agosto de 1921)
- Sonya Orlova Varilovna em Cousin Sonia, comédia de Louis Verneuil (7 de dezembro de 1925 - janeiro de 1926)
- Mooda em Golden Dawn, musical de Emmerich Kalman (30 de novembro de 1927 - 5 de maio de 1928)
- Mahuna em Luana, comédia musical de Rudolf Friml (17 de setembro - 4 de outubro de 1930
- Giulia Sabittini em The Great Lover, comédia de Frederic e Fanny Hatton e Leo Ditrichstein (11 de outubro - ? de outubro de 1932)
- Condessa von Hohenbrunn em Three Waltzes, musical de Clare Kummer e Rowland Leigh, com música de Johann Strauss I, Johann Strauss II, e Oscar Straus (25 de dezembro de 1937 - 9 de Abril de 1938)

## Cinema
Sylva também se aventurou no cinema, onde provavelmente exerceu o papel principal do filme Carmen, de 1913, rodado em Nîmes, França, com M. Habay interpretando Don José. Seus outros papéis no cinema incluem:
- Condessa Marlik em They Dare Not Love (1941), dirigido por James Whale
- Marta em The Leopard Man (1943), dirigido por Jacques Tourneur
- Bella Romari em A Sétima Vítima (1943), dirigido por Mark Robson
- Uma mulher velha em The Conspirators (1944), dirigido por Jean Negulesco
- Cashier em To Have and Have Not (1944), dirigido por Howard Hawks
- Doña Maria Sandoval em Gay Senorita (1945), dirigido por Arthur Dreifuss[17]
- Esposa de um diplomata em Her Highness and the Bellboy (1945), dirigido por Richard Thorpe